# Ian Colin
Ian Colin Wetherell (Livingstone, 16 de maio de 1910 — 1987) foi um ator britânico de cinema e televisão. Atuou predominantemente em programas de televisão como The Quatermass Experiment, Emergency-Ward 10 e Coronation Street.